# Държавно устройство на Ботсвана
Ботсвана е президентска република с правителство излъчвано от парламента.

## Президент
Президентът държи изпълнителната власт и се избира от Народното събрание, след законодателните избори.

## Законодателна власт
Законодателен орган във Ботсвана е Народното събрание, състои се от 57 души, избирани на всеки 4 години.

## Съдебна власт
Върховния съд е общата гражданска и наказателна юрисдикция. Съдиите се назначават от президента и могат да бъдат премахнати само за причината и след изслушване.